# Milaan-San Remo 2008
De 99e editie van Milaan-San Remo werd verreden op zaterdag 22 maart 2008. Deze editie was de eerste sinds de oprichting van de UCI ProTour in 2005, die niet tot de ProTour behoort. Om 16.55 uur reed Fabian Cancellara als eerste over de streep in San Remo en werd daarmee de opvolger van Óscar Freire, die zelf achtste werd.

## Parcours
In vergelijking met eerdere edities kent het parcours van de editie van 2008 twee belangrijke wijzigingen. De eerste is op zo'n 100 kilometer voor de streep: daar is een omleiding ingevoegd vanwege aardverschuivingen. Hierdoor is de heuvel Le Manie opgenomen. Bovendien is het parcours hierdoor vier kilometer langer geworden: de renners leggen dus 298 in plaats van de gebruikelijke 294 kilometer af.
Verder is de finish niet, zoals gebruikelijk, op de Via Roma, maar op de Lungomare delle Nazioni. Van deze traditie is afgeweken, omdat er op en omstreeks 22 maart aan de weg wordt gewerkt. Hierdoor ligt de Poggio iets verder van de meet: de renners moeten, als ze eenmaal boven zijn, nog 6,2 kilometer.
In totaal moeten de renners zeven beklimmingen overwinnen. Na ongeveer 150 kilometer doemt de eerste "berg" op: de Passo del Turchino is met zijn veertien kilometer à gemiddeld vier % en met een maximum van elf % geen niemendalletje. Na de technische afdaling moeten de renners de dit jaar ingevoegde Le Manie op. Op honderd kilometer van de finish begint het peloton aan de eerste van de Tre Capi: de Capo Mele, met gemiddeld 8,1 % de steilste beklimming van de dag. Daarna volgen de Capo Cervo en de Capo Berta. Op 25 kilometer van de streep volgt de Cipressa om na de afdaling te beginnen aan de Poggio.

## Verloop
Om kwart voor tien zouden 200 renners in Milaan van start worden geschoten, verdeeld over 25 ploegen met elk acht renners, ware het niet dat Alberto Loddo van Tinkoff Credit Systems niet startte. Hij had hoge koorts en zag daardoor af van deelname. De renners reden onder een aangename temperatuur van twaalf graden Celsius. De dag voor de wedstrijd was er nog twijfel over het weer en de nacht ervoor had het nog hard geregend.

### Vroege vlucht
Het eerste halfuur werd weinig aangevallen, maar wel hard gereden: het peloton denderde met 50 kilometer per uur naar de kust. Dan, na 23 kilometer, demarreerde een groep van vier renners: Filippo Savini (CSF Group Navigare), Nicola D'Andrea (Miche), Raivis Belohvoščiks (Saunier Duval) en William Frischkorn (Slipstream). Deze groep krijgt een maximale voorsprong van zestien minuten. Onder andere Rabobank en Team Milram verkleinen de achterstand van het peloton.
Op Le Manie neemt Bernhard Kohl een voorsprong op het peloton, dat nu onder aanvoering van Lampre-Fondital het gat probeert te dichten. In de kopgroep heeft Nicola D'Andrea moeten lossen op de klim, net als een grote groep uit het peloton: er reden twee pelotons, waarvan het tweede onder andere Alessandro Petacchi herbergde.
De voorsprong van het trio slonk snel door de goede samenwerking in het weer samengevloeide peloton. Na ongeveer 250 kilometer nam Ivan Rovny van Tinkoff de benen en probeerde aan te sluiten bij de kopgroep. Op de Capo Berta probeert Kohl het opnieuw: hij vliegt over Rovny, maar kan ook niet bij de kopgroep aansluiten.

### Cipressa
Op de Cipressa demarreert Paolo Bettini en hij krijgt Thomas Lövkvist in zijn wiel. José Iván Gutiérrez is de eerste die de oversteek naar de achtervolgers probeert te maken, maar slaagt niet in zijn opzet. Daarna probeert Davide Rebellin het, samen met Carlos Barredo, Fränk Schleck en Niklas Axelsson. Door een aanrijding slagen alleen Rebellin en Axelsson erin aansluiting te krijgen bij Bettini en Lövkvist. In de afdaling sluit "Il Falco" Paolo Savoldelli aan bij het viertal.
Een groepje van een tiental favorieten gaan in de achtervolging, maar worden bijgehaald door het overgebleven peloton onder aanvoering van Liquigas-Bianchi, dat daarna, in samenwerking met Team CSC, op jacht gaat naar de overige vluchters. Op tien kilometer van de streep zijn alle vluchters terug in het peloton.

### Poggio
Aan de voet van de Poggio trekt Alessandro Bertolini ten aanval. Hij krijgt gezelschap van Pellizotti, Arvesen en Illiano, maar de vier komen nooit ver. Vlak voor de top viel Philippe Gilbert aan, maar in de afdaling ziet hij in dat zijn voorsprong te klein is en houdt in. In deze afdaling rijdt nu een groep van veertien renners los van de rest van het peloton, dat niet weer terugkomt.
Na alweer een aanval van Rebellin, die Pellizotti en Bertolini meekrijgt, maakt Fabian Cancellara op twee kilometer goed gebruik van de situatie die is ontstaan. Hij rijdt van kop af naar het inzakkende trio toe en versnelt op zijn typische wijze. Niemand van de achtervolgende groep doet nog een poging om de Zwitser bij te halen en hij rijdt solo over de streep. Filippo Pozzato wint de sprint, voor Gilbert, van de achtervolgers.

## Uitslag
| Milaan-San Remo 2008 (298 km) |                   |                       |          |
| Plaats                        | Naam              | Ploeg                 | Tijd     |
| Winnaar                       | Fabian Cancellara | Team CSC              | 7u14'35" |
| 2                             | Filippo Pozzato   | Liquigas-Bianchi      | + 4"     |
| 3                             | Philippe Gilbert  | La Française des Jeux | z.t.     |
| 4                             | Davide Rebellin   | Team Gerolsteiner     | z.t.     |
| 5                             | Mirco Lorenzetto  | Lampre-Fondital       | z.t.     |
| 6                             | Anthony Geslin    | Bouygues Télécom      | z.t.     |
| 7                             | Rinaldo Nocentini | AG2R-La Mondiale      | z.t.     |
| 8                             | Óscar Freire      | Rabobank              | + 5"     |
| 9                             | Thor Hushovd      | Crédit Agricole       | z.t.     |
| 10                            | Kurt-Asle Arvesen | Team CSC              | z.t.     |
|                               |                   |                       |          |
| 39                            | Karsten Kroon     | Team CSC              | + 18"    |

1907 · 1908 · 1909 · 1910 · 1911 · 1912 · 1913 · 1914 · 1915 · 1916 · 1917 · 1918 · 1919 · 1920 · 1921 · 1922 · 1923 · 1924 · 1925 · 1926 · 1927 · 1928 · 1929 · 1930 · 1931 · 1932 · 1933 · 1934 · 1935 · 1936 · 1937 · 1938 · 1939 · 1940 · 1941 · 1942 · 1943 · 1944 · 1945 · 1946 · 1947 · 1948 · 1949 · 1950 · 1951 · 1952 · 1953 · 1954 · 1955 · 1956 · 1957 · 1958 · 1959 · 1960 · 1961 · 1962 · 1963 · 1964 · 1965 · 1966 · 1967 · 1968 · 1969 · 1970 · 1971 · 1972 · 1973 · 1974 · 1975 · 1976 · 1977 · 1978 · 1979 · 1980 · 1981 · 1982 · 1983 · 1984 · 1985 · 1986 · 1987 · 1988 · 1989 · 1990 · 1991 · 1992 · 1993 · 1994 · 1995 · 1996 · 1997 · 1998 · 1999 · 2000 · 2001 · 2002 · 2003 · 2004 · 2005 · 2006 · 2007 · 2008 · 2009 · 2010 · 2011 · 2012 · 2013 · 2014 · 2015 · 2016 · 2017 · 2018 · 2019 · 2020 · 2021 · 2022 · 2023 · 2024 · 2025
Lijst van beklimmingen